# Alex Smith (football)
Pour les articles homonymes, voir Alex Smith (homonymie) et Smith.
Alexander Smith, couramment appelé Alex Smith, est un footballeur international écossais, né le 7 novembre 1876, à Darvel, East Ayrshire et mort le 12 novembre 1954. Il évolue au poste d'ailier gauche et est principalement connu pour avoir joué 21 saisons aux Rangers FC, seul club qu'il ait connu au niveau professionnel. Il fait partie du Rangers FC Hall of Fame.
Il compte 20 sélections pour 3 buts inscrits en équipe d'Écosse.

## Biographie

### Carrière en club
Natif de Darvel, East Ayrshire, il est formé dans le club local de Darvel FC (en), avant de signer son premier contrat professionnel en avril 1894 avec les Rangers FC, où il passera la totalité de sa carrière, soit 21 saisons.
Il y joue 772 matches officiels pour un total de 224 buts, dont 407 matches de championnat et 121 buts et y remporte 7 titres de champion et 3 coupes d'Écosse. Il inscrit le 1000e but des Rangers dans le championnat écossais en 1906.
Après la fin de sa carrière, il se reconvertit dans la gestion d'une entreprise de dentelle, dont il avait des parts.

### Carrière internationale
Alex Smith reçoit 20 sélections pour l'équipe d'Écosse (la première, le 2 avril 1898, pour une défaite 1-3, au Celtic Park de Glasgow, contre l'Angleterre en British Home Championship, la dernière le 1er avril 1911, pour un match nul 1-1, au Goodison Park de Liverpool, encore contre l'Angleterre en British Home Championship). Il inscrit 3 buts lors de ses 20 sélections.
Il participe avec l'Écosse au British Home Championships de 1898 puis ceux de 1900 à 1907 et enfin celui de 1911.

#### Buts internationaux
| no | Date           | Lieu                        | Adversaire     | Évolution | Score final | Compétition               |
| -- | -------------- | --------------------------- | -------------- | --------- | ----------- | ------------------------- |
| 1  | 3 février 1900 | Pittodrie Stadium, Aberdeen | Pays de Galles | 5-1       | 5-2         | British Home Championship |
| 2  | 3 mars 1900    | Stade de Solitude, Belfast  | Irlande        | 2-0       | 3-0         | British Home Championship |
| 3  | 15 mars 1902   | Cappielow Park, Greenock    | Pays de Galles | 3-0       | 5-1         | British Home Championship |

## Palmarès

### Comme joueur
- Rangers FC :
  - Champion d'Écosse en 1898-1899, 1899-1900, 1900-1901, 1901-1902, 1910-1911, 1911-1912 et 1912-1913
  - Vainqueur de la Coupe d'Écosse en 1897, 1898 et 1903
  - Vainqueur de la Glasgow Cup en 1897, 1898, 1900, 1901, 1902, 1911, 1912 et 1913
  - Vainqueur de la Glasgow Merchants Charity Cup en 1897, 1900, 1904, 1906, 1907, 1909 et 1911
  - Vainqueur de la Glasgow League en 1896 et 1898